# 杉山力一
杉山 力一（すぎやま りきかず、1969年 - ）は、日本の医師。専門は不妊治療および産婦人科。杉山産婦人科理事長。

## 略歴
- 1994年 東京医科大学医学部卒業
- 1994 - 2001年 東京医科大学産科婦人科学教室在籍
- 2000年 北九州セントマザー産婦人科で研修
- 2001年 東京医科大学にて学位取得
- 杉山産婦人科にて体外受精導入
- 2007年 世田谷に分娩、腹腔鏡、生殖医療の複合施設に移転
- 2011年 杉山産婦人科丸の内

（日本IVF学会講師紹介より）

## 所属
- 公益社団法人 日本産科婦人科学会
- 一般社団法人日本生殖医学会
- SexSelection研究会 生み分けに共感し賛同する全国の産婦人科医師の任意の集まり

## 監修
- 著書「女の子・男の子 赤ちゃんの生み分け法」
- 「生み分けネット」
- 「eggs LAB」